# Forcella Lavardet
La Forcella Lavardet (Lavardêt in friulano) è un valico alpino delle Alpi Carniche (Dolomiti Pesarine), posto a 1.542 m s.l.m. in comune di Vigo di Cadore, che mette in comunicazione l'Oltrepiave con la Val Pesarina (Carnia, Friuli-Venezia Giulia - provincia di Udine).

## Descrizione
L'arteria che attraversa il passo è la strada statale 465 della Forcella Lavardet e di Valle San Canciano, il cui inizio è fissato a Campolongo, frazione del comune di Santo Stefano di Cadore: il tratto da Campolongo fino alla Forcella Lavardet si presenta come strada sterrata ed in diversi tratti dissestata a causa di smottamenti, pertanto nel 1993 fu decisa la chiusura al traffico motorizzato; tuttavia è comunque consentito il passaggio a piedi o in bicicletta; è invece consentito l'arrivo alla forcella dalla strada statale 619 di Vigo di Cadore. Nelle vicinanze sono poste anche la Sella Ciampigotto, la Sella di Razzo e la Sella di Rioda.